# Siren lacertina
Pour les articles homonymes, voir Sirène (homonymie).
Espèce
Synonymes
- Muraena siren Gmelin, 1789
- Phanerobranchus dipus Leuckart, 1821

Statut de conservation UICN

 LC  : Préoccupation mineure
Siren lacertina, la sirène lacertine, est une espèce d'urodèles de la famille des Sirenidae.

## Répartition
Cette espèce se rencontre :
- dans la plaine côtière aux États-Unis, à Washington DC, en Virginie, en Caroline du Nord, en Caroline du Sud, en Géorgie, en Alabama et en Floride ;
- il y a aussi une population isolée à la limite entre le Sud du Texas et le Nord du Tamaulipas au Mexique.

## Description

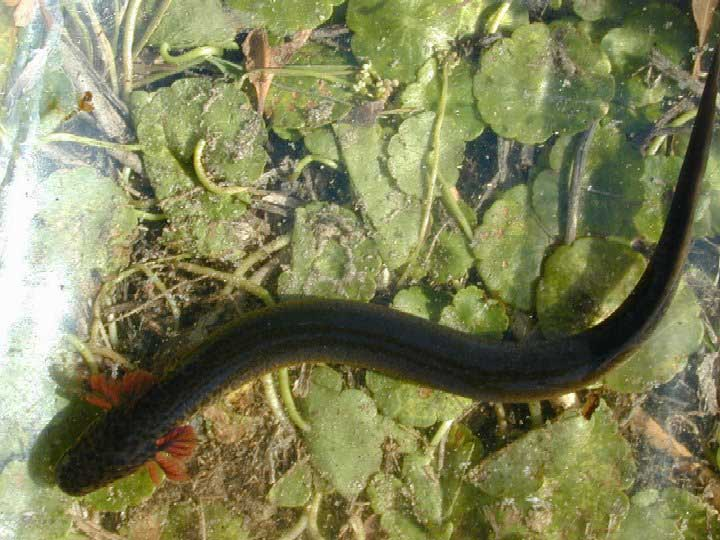
Siren lacertina

Elle est semblable à une anguille munie de pattes. Son étrange forme a d'ailleurs été l'objet de débats sur sa place parmi les amphibiens. Les plus grands individus connus peuvent mesurer jusqu'à un mètre de long. Leur coloration va d'un vert très sombre, presque noir, à un gris ou un jaune pâle.
C'est une espèce carnivore qui se nourrit de vers, d'insectes, d'escargots et de petits poissons. Certains individus ont été observés en train de consommer des végétaux.
Les femelles pondent entre février et mars environ 500 œufs. Les œufs donnent naissances à des petites sirènes deux mois plus tard. La méthode de fertilisation des œufs est encore inconnue.

## Publication originale
- Österdam, 1766 : S. A. N. Siren Lacertina, Dissertatione Academica orbi erudito data quam venia Nob. Et experient. Fac. Med. Ad reg. Acad. Upsal. Praeside viro nobilissimo et experientissimo D: no doct. Carolo a Linne. Upsaliae (texte intégral)